# Lokomotiva 127
Lokomotiva řady 127 je odklizová elektrická lokomotiva na stejnosměrný proud určená pro nákladní dopravu a posun na důlních drahách. Vyráběla ji plzeňská firma Škoda (jako typ 27E) v letech 1984–1985 a 1989. Později byly k řadě 127 přičleněny i starší stroje řady 26Em, ale pouze kvůli administrativním účelům a od typu 27E se liší (viz níže).

## Technický popis
Lokomotiva se skládá ze tří oddělených dvounápravových dílů, které jsou vůči sobě navzájem pohyblivé a spojené tažnými mezidílovými a vyrovnávacími vidlicemi-spoji, ty eliminují klopný moment jednotlivých dílů mezi sebou. Důvodem použití tohoto poměrně neobvyklého typu konstrukce je především to, že stroje často jezdí po nekvalitním a nerovném svršku s prudkými změnami směru a velkými sklony. Důlní tratě jsou totiž kvůli postupující těžbě různě přestavovány a posouvány a tím dochází k vzniku takovýchto nerovností a nepříznivých sklonových podmínek. Také je tímto sledována snadnější možnost vyproštění v případě vykolejení jen části lokomotivy. Každý díl pracuje samostatně, má svůj hlavní kontrolér, ventilátor, rozjezdové odpory, měnič směru, měnič jízda-brzda. V krajních dílech se navíc nacházejí kompresory a hlavní vzduchojemy. Ve středním dílu, jenž je konstruován jako stabilní, je navíc uložen hlavní vypínač, kabina strojvedoucího s řídícím kontrolérem a ovládacími prvky lokomotivy. Tlapově uložené trakční motory jsou v podvozcích všech dílů, pro každé dvojkolí jeden.
Stroje jsou velmi těžké (typ 26Em – hmotnost až 180 tun s balastem) nápravová hmotnost se pohybuje mezi 25 a 30 tunami na nápravu kvůli dosažení vysokých tažných sil v malých rychlostech, které jsou v důlním provozu žádoucí. Přestože je u lokomotiv uváděna maximální rychlost 65 km/h, běžně jezdí rychlostí nejvýše 30 km/h (na Mostecku) nebo 40 km/h (na Sokolovsku). Rychlost je korigována elektronickým omezovačem; z tohoto důvodu mají také všechny lokomotivy zablokován přechod na paralelní zapojení motorů a jezdí tak pouze na sériovém spojení.

## Vznik a výroba
Lokomotivy vznikly jako vylepšená verze staršího typu 26Em, vyráběného ve Škodě počátkem 70. let jako odvozeného od původních 26E pro SSSR. Hlavní rozdíly spočívaly v použití modernějších fechralových odporníků místo starších litinových u předchozích typů, což umožnilo zlepšit výhled z lokomotivy a zjednodušit údržbu. Také došlo k mírnému vylehčení konstrukce, díky čemuž byla celková hmotnost lokomotivy snížena z původních 165 t u řady 26Em na 155 t, přičemž nejstarší lokomotivy typu 27E byly ještě dodávány s hmotností 165 t.
První lokomotivy první série (označené 27E1) přišly do Severočeských hnědouhelných dolů (SHD) v Mostě (přesněji do depa v Komořanech) na sklonku roku 1984 a byly zařazeny do provozu po bok starších typů. Do jara následujícího roku sem bylo dodáno celkem 40 lokomotiv, které postupně ovládly většinu důležitých výkonů a odsunuly řadu 26Em na podřadnější práce. I když měly být lokomotivy dodány i pro Hnědouhelné doly a briketárny (HDB) v Sokolově, nakonec k tomu ale nedošlo a všechny lokomotivy této série obdržely SHD.
Kvůli nedostatku lokomotiv došlo o čtyři roky později k výrobě druhé série (27E2), kterou už obdržely oba subjekty – prvních 20 kusů došlo opět do Komořan, ale následující dodávka 25 ks již byla vyráběna pro Sokolov. Nakonec bylo v létě 1989 ještě vyrobeno posledních 5 lokomotiv, jenž získaly také SHD. Tím se dodávky uzavřely.

## Využití
Od počátku provozu jsou lokomotivy nasazeny na všech typech výkonů na síti mosteckých i sokolovských uhelných drah. Po postupném ukončení nasazování lokomotiv typu 26Em v obou provozech po roce 2005 (úplně poslední stroj tohoto typu přežil v sokolovském provozu až do roku 2010) a zrušení úzkorozchodného provozu (rozchod 900 mm) ve Svatavě u Sokolova v roce 2003 jsou tyto lokomotivy jediným provozovaným typem odklizových lokomotiv v Česku.
Na Mostecku patří mezi hlavní náplň jejich práce doprava vytěženého uhlí z lomu ČSA do Úpravny uhlí Komořany, následné přistavení souprav s upraveným uhlím na seřaďovací nádraží Washington (poblíž stanice Třebušice), odkud už je uhlí odváženo jinými dopravci, dále přeprava popílku ze závodu Unipetrol RPA v nedalekém Záluží a z Elektrárny Počerady, převoz skrývky z lokality Hrabák k uložení do lomu Vršany a další.
Na Sokolovsku jsou díky postupnému útlumu těžby v lomech Jiří a Družba používány především k dopravě skrývky na Smolnickou výsypku a zásobování uhlím elektrárny Vřesová. Budoucnost provozu zde je ale nepříliš příznivá, jelikož se počítá s ukončením ukládání skrývky a i těžby uhlí okolo roku 2018 z důvodu vytěžení ložiska a nevýhodnosti další těžby jinde.
Z celkového počtu 90 vyrobených kusů dnes existuje jen zlomek. V souvislosti s postupným snižováním objemu těžby v obou lokalitách zároveň klesá i rozsah kolejové dopravy a přibližně polovina lokomotiv se tak stala nepotřebnou. Některé lokomotivy byly v provozu jen krátce, jelikož po roce 1989 došlo k propastnému omezení provozu na mostecké síti, u části lokomotiv (paradoxně i nejnovější série 27E2) nebylo rentabilní investovat do hlavní opravy a byly tak po pouhých 15 letech provozu zrušeny a sešrotovány. Ještě v roce 2002 bylo na Mostecku v provozu více než 50 lokomotiv této řady, v současnosti (2016) je v majetku firmy Coal Services (dceřiné společnosti skupiny Czech Coal, která zajišťuje kolejovou dopravu) 25 provozních a 6 neprovozních lokomotiv, čekajících na sešrotování. Při běžném provozu je potřeba lokomotiv okolo 15 kusů. V roce 2006 bylo rozhodnuto o modernizaci zbývajících lokomotiv – většina místních strojů tak obdržela mikroprocesorové řízení od firmy HS Trans a místo původního mechanického kontroléru byly dosazeny řídicí joysticky. Modernizované lokomotivy jsou na první pohled identifikovatelné podle nového zeleného nátěru, od roku 2015 jsou však do tohoto schématu lakovány i lokomotivy bez řídícího počítače za účelem sjednocení. V tomto provedení zůstává v provozu přibližně 10 strojů.
V Sokolově byl provoz během minulých let taktéž velmi omezen a dnes zůstalo funkčních okolo 15 lokomotiv, z nichž provozní potřeba je zhruba poloviční. Majitelem lokomotiv se stala společnost Sokolovská uhelná, právní nástupce. Podobně jako v Mostě byly i zde lokomotivy modernizovány použitím elektronického řídícího systému s joysticky a pákovým ovládáním. Na rozdíl od mosteckých lokomotiv ale byly na místní stroje dosazeny moderní polopantografy a IGBT měniče. Celkem bylo takto upraveno 11 lokomotiv, které by tu měly v provozu vydržet až do konce těžby uhlí a ukládání skrývky.

## Označování
Původně byly lokomotivy označeny pouze tzv. závodovými čísly, která byla přidělována jednotlivými vlastníky. U HDB byly lokomotivy označeny čísly 235–259, v návaznosti na starší stroje typu 26Em. SHD své stroje označily čísly v intervalu 659–723, taktéž v souvislosti s dříve dodanými stroji 26Em (čísel 575–656, dva stroje předané z HDB později obdržely čísla 657 a 658). V devadesátých letech došlo k přechodu na standardní označení podle systému UIC a lokomotivy obou typů tak získaly shodné označení řadou 127, s inventárními čísly shodnými s původními závodovými (např. lokomotiva čísla 659 byla nově označena 127.659-1 atd.). Na mosteckých lokomotivách jsou dnes uvedena obě označení. Administrativně byly tímto způsobem označeny i lokomotivy 26Em (čísla 127.575–656), ale pouze u MUS (jelikož je zde na rozdíl od sokolovské sítě provoz dozorován Drážním úřadem) a pouze na některých z nich bylo fyzicky toto číslo uvedeno. Stránka proto popisuje pouze stroje typu 27E.
Poslední označovací změnou byla modernizace části sokolovských lokomotiv v letech 2009–2010, kdy bylo rekonstruovaným strojům přiděleno nové označení 127.501 a výše, při současném zachování původních závodových čísel.

## Galerie

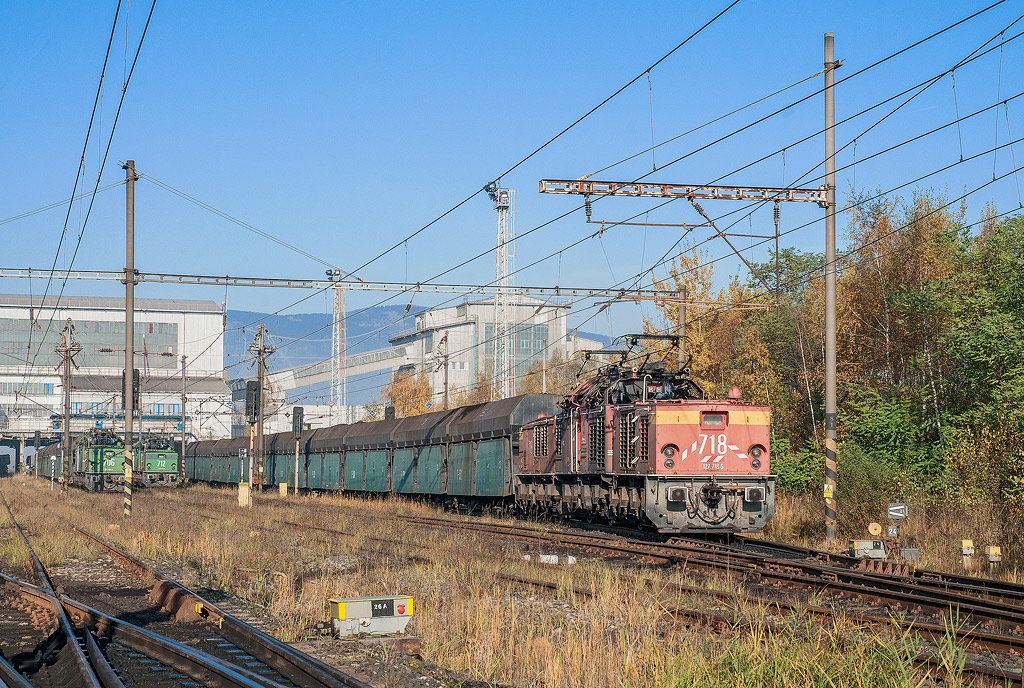
Lokomotiva čísla 718 v původním provedení na odjezdu z dopravny D4 do Komořan
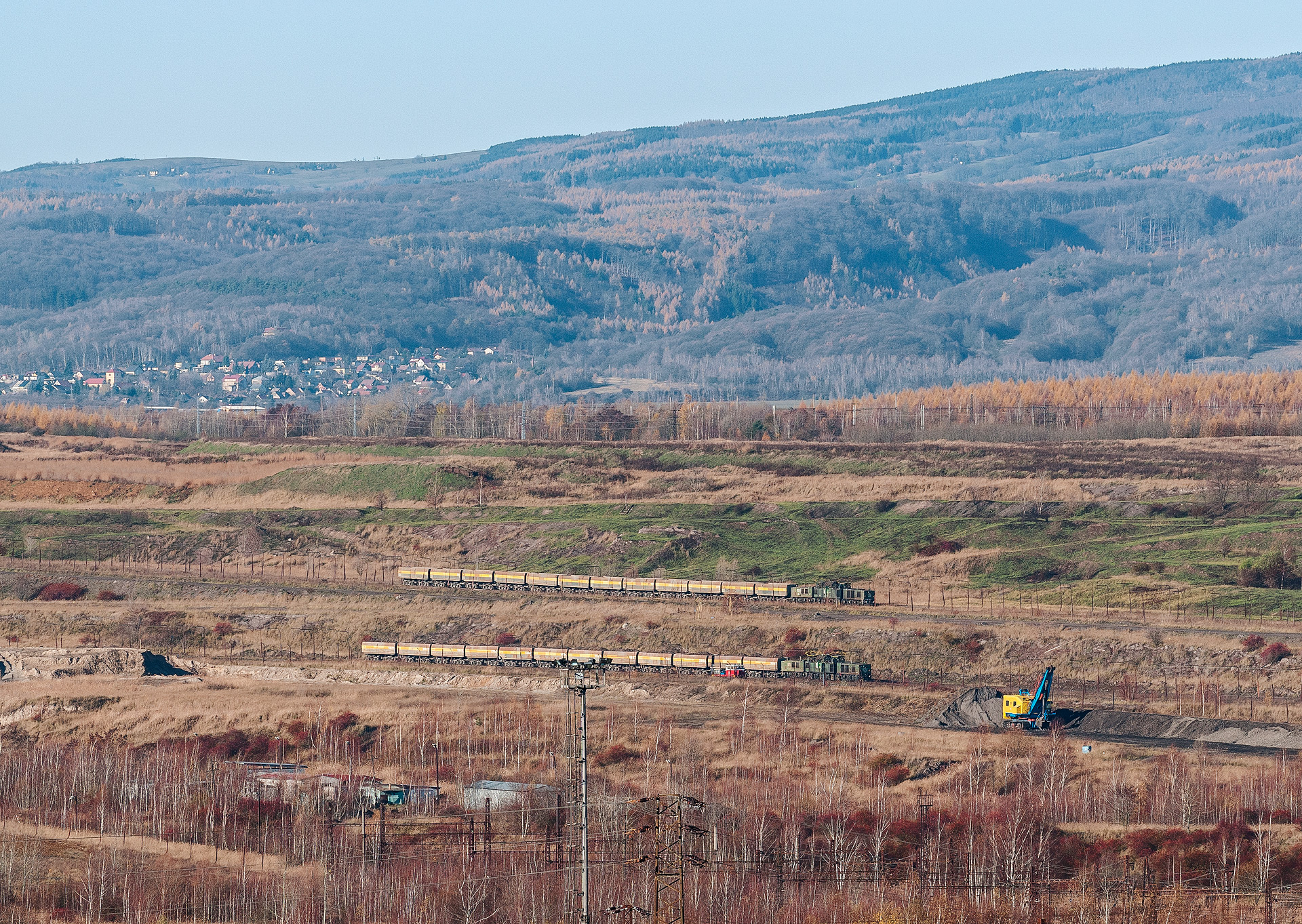
Lokomotivy typu 27E při práci v lomu Vršany
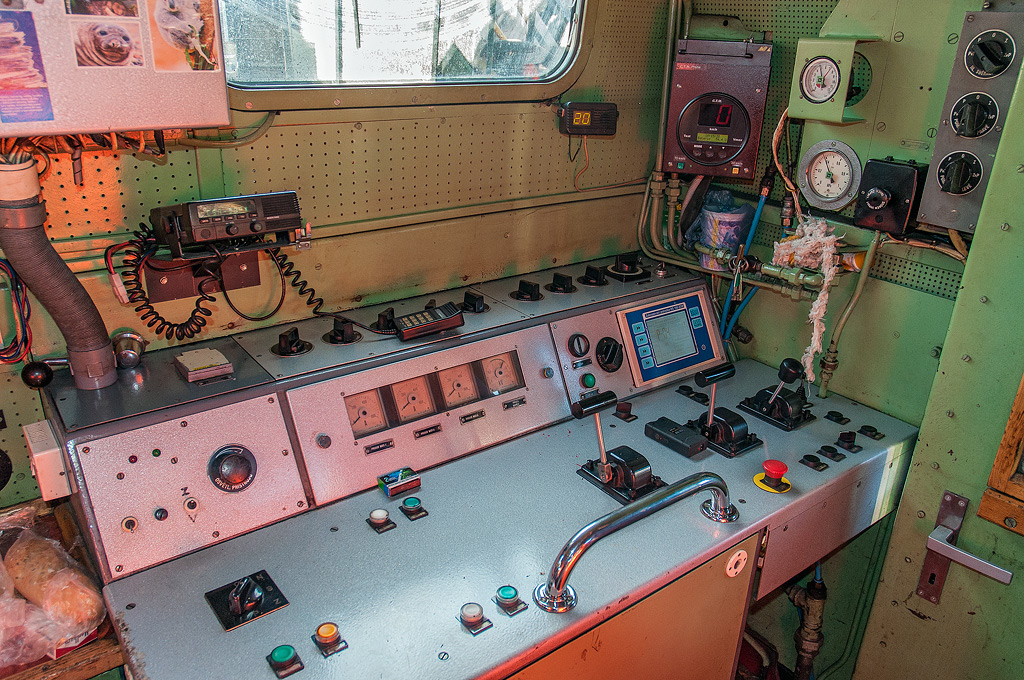
Stanoviště lokomotivy řady 27E po modernizaci, s mikroprocesorovým řídicím systémem HS Trans
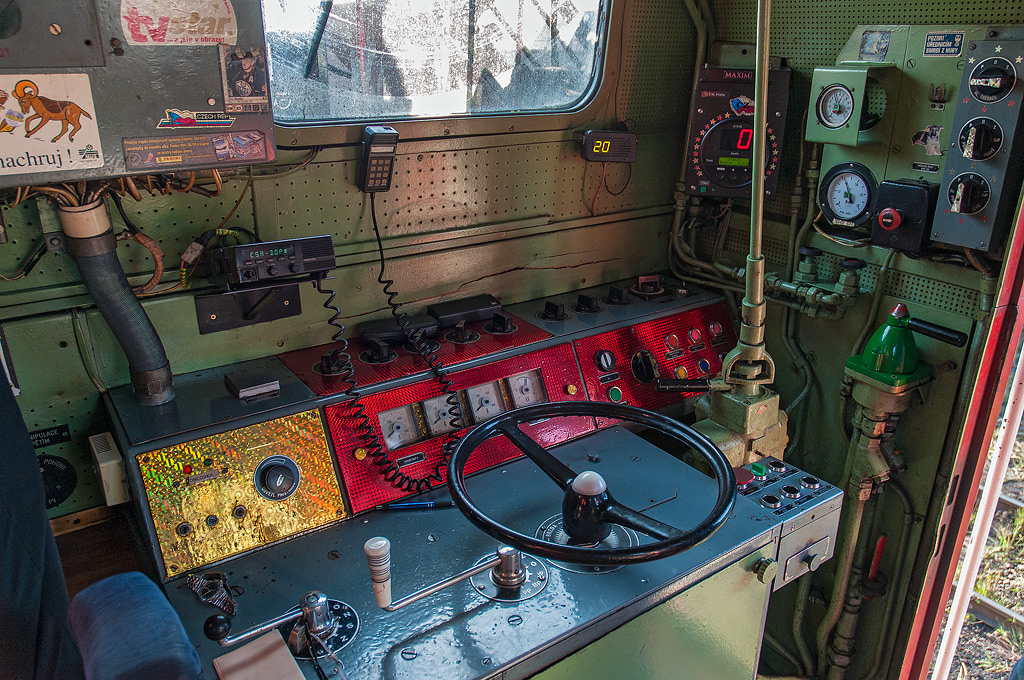
Stanoviště lokomotivy řady 27E v původním provedení s mechanickým kontrolérem
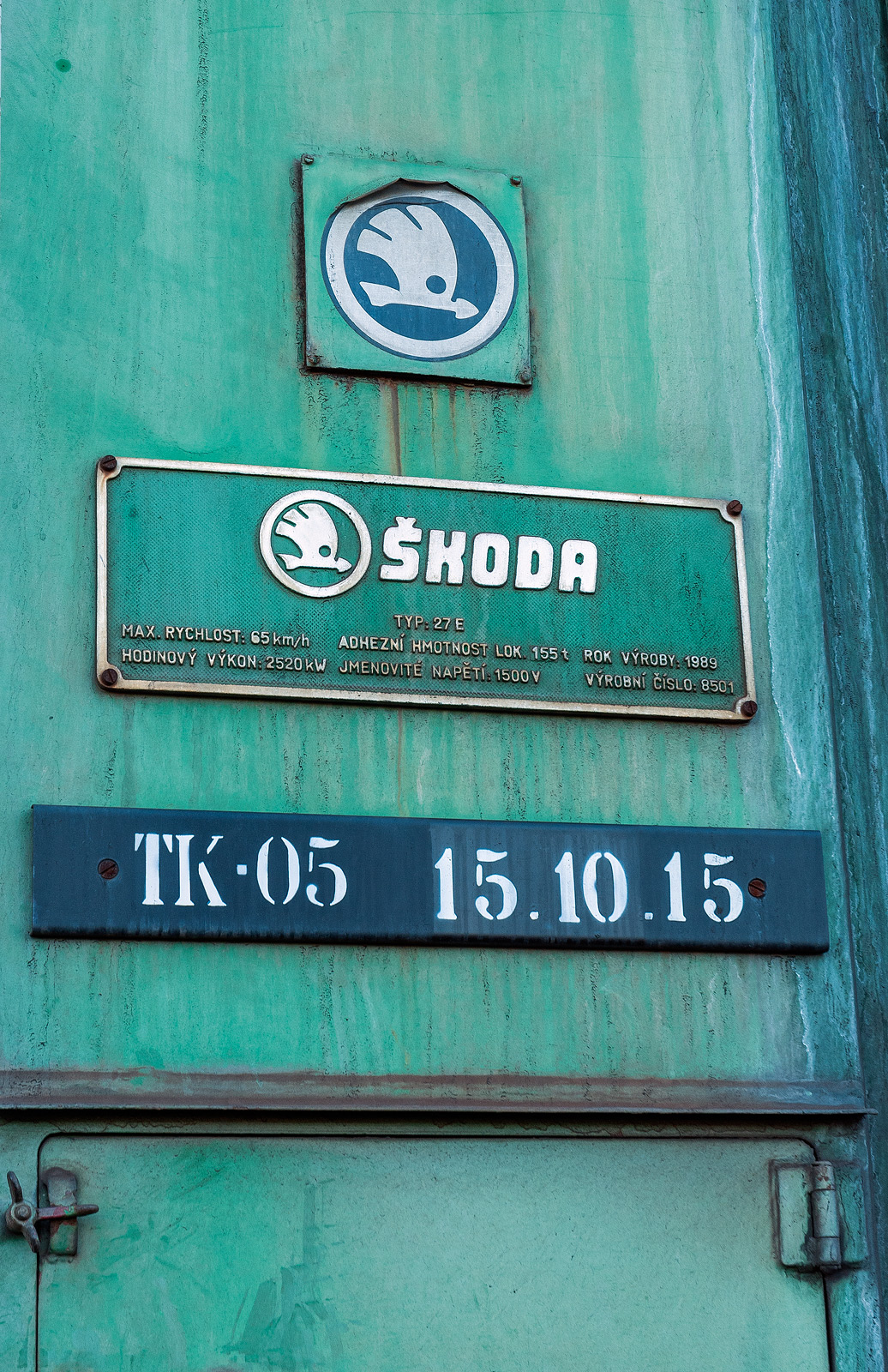
Výrobní štítek lokomotivy 27E 701 (127.701)
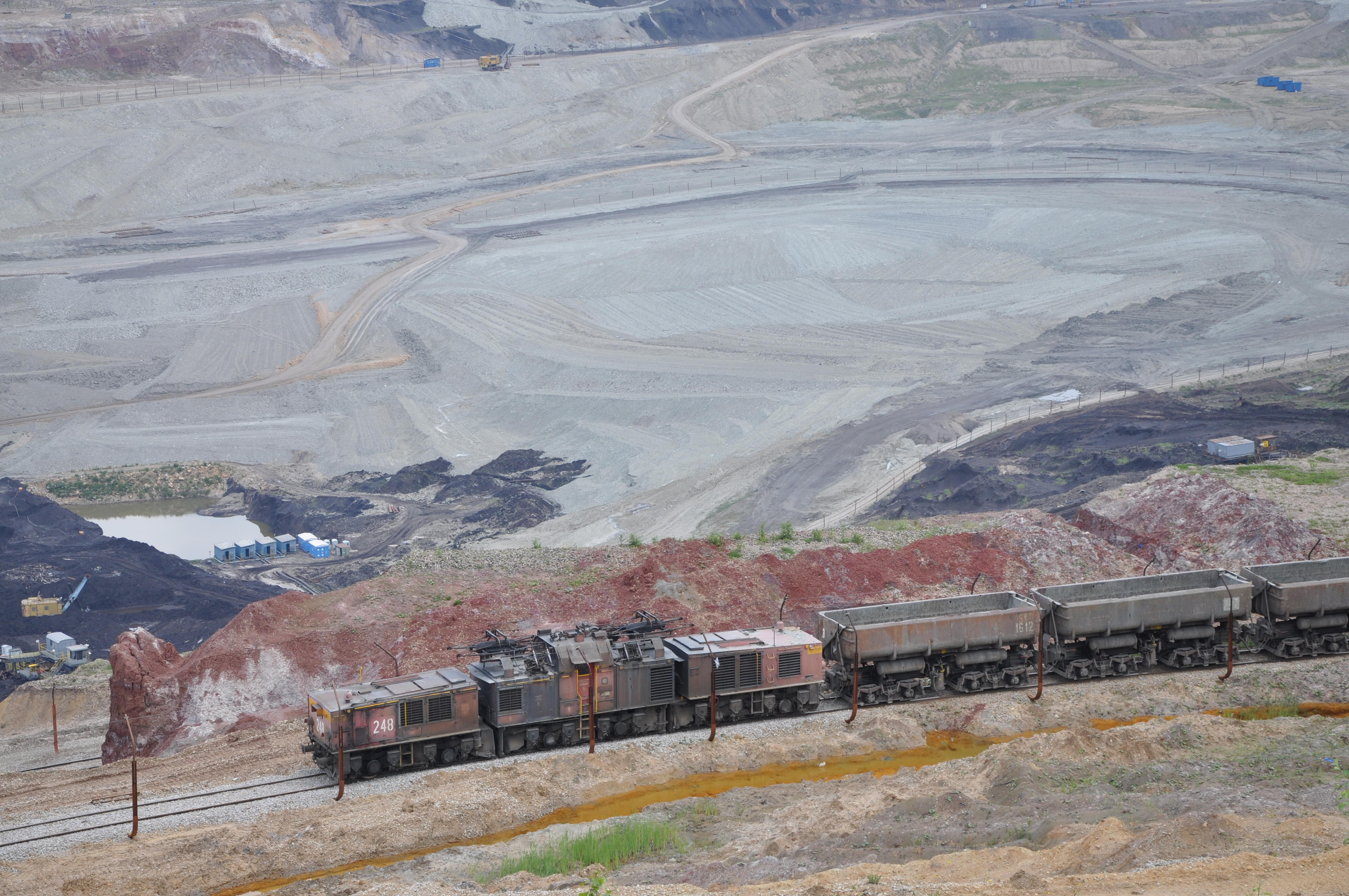
Stroj v provozu Sokolovské uhelné v Lomu Družba
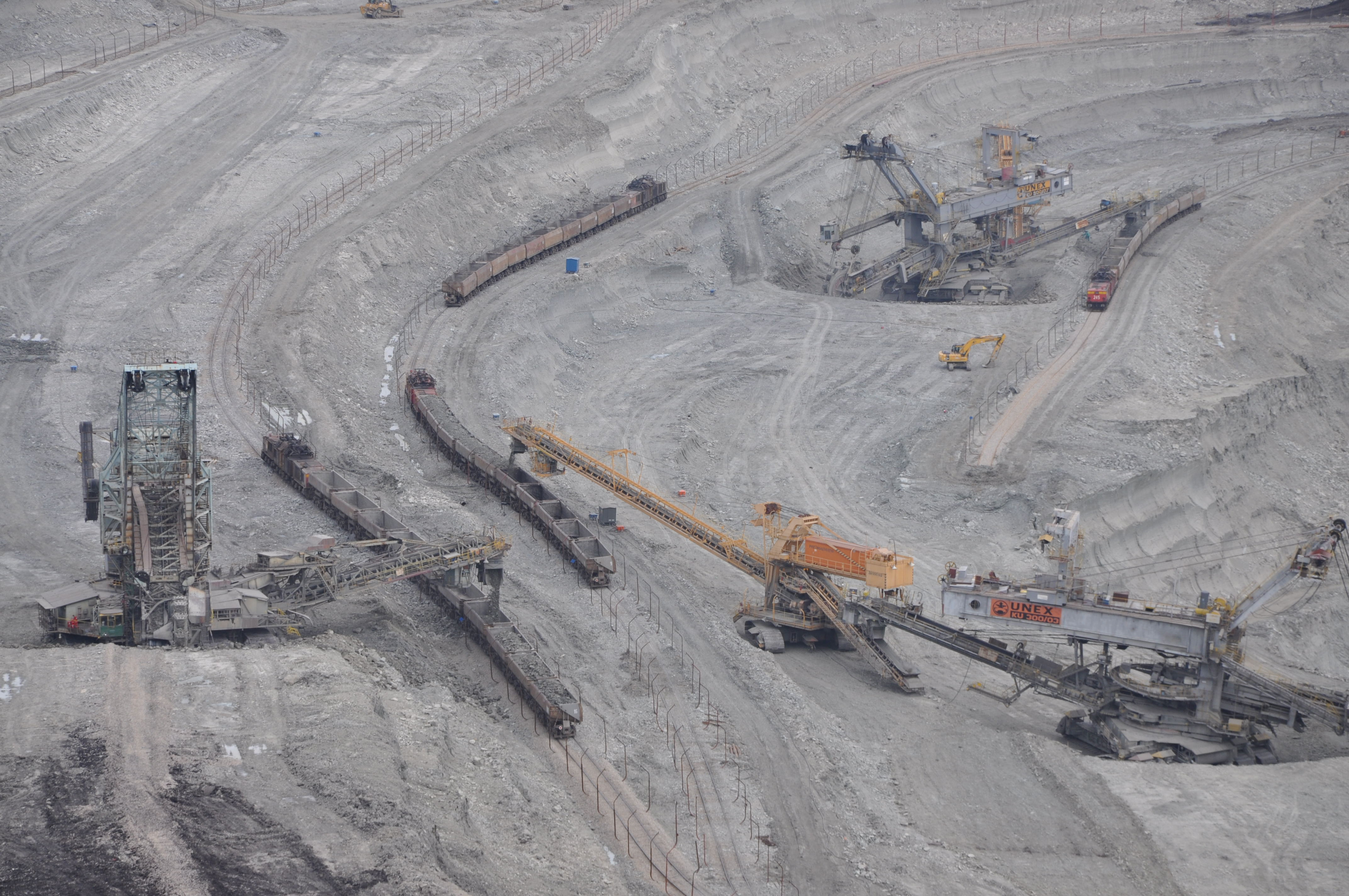
Čtveřice lokomotiv u zakladačů